# Tropidosteptes pettiti
Tropidosteptes pettiti är en insektsart som beskrevs av Reuter 1909. Tropidosteptes pettiti ingår i släktet Tropidosteptes och familjen ängsskinnbaggar. Inga underarter finns listade i Catalogue of Life.